# Herl
Herl là một đô thị ở huyện Trier-Saarburg, bang Rheinland-Pfalz, Đức. Đô thị này có diện tích 2,83 km², dân số thời điểm 31 tháng 12 năm 2006 là 253 người.